# Amphidasya venezuelensis
Amphidasya venezuelensis là một loài thực vật có hoa trong họ Thiến thảo. Loài này được (Standl.) Steyerm. mô tả khoa học đầu tiên năm 1972.